# Йенсен, Йоухан
Йо́ухан Хе́ндрик Йе́нсен (фар. Jóhan Hendrik Jensen; род. 18 октября 1961 года в Тофтире, Фарерские острова) — бывший фарерский футболист, нападающий, выступавший за клуб «Б68».

## Биография
Йоухан — воспитанник тофтирского «Б68». За взрослую команду клуба он начал выступать в 1977 году. В сезоне-1979 Йоухан был частью команды, которая впервые в своей истории добралась до четвертьфинала кубка Фарерских островов, приняв участие в 2 матчах начальных раундов турнира. В 1980 году в составе «Б68» он выиграл первый дивизион, после чего завершил свои выступления. Йоухан вернулся в футбол в 1983 году, когда тофтирцы столкнулись с сильной нехваткой игроков. Его дебют в чемпионате Фарерских островов состоялся 24 апреля 1983 года в матче против столичного «ХБ». 1 мая в поединке с клаксвуйкским «КИ» нападающий забил свой единственный гол в высшем фарерском дивизионе. Всего в сезоне-1983 Йоухан отыграл 13 встреч в рамках первенства архипелага. Затем он ушёл из футбола окончательно.
Старший брат брат Йоухана Оулавур тоже был футболистом, они вместе выступали за «Б68». Внучатые племянники Александур и Боарур в настоящее время также играют в футбол в составе тофтирского коллектива.

## Достижения
Б68
- Победитель первого дивизиона: 1980